# Athyreus horatioi
Athyreus horatioi är en skalbaggsart som beskrevs av Henry Fuller Howden 1999. Athyreus horatioi ingår i släktet Athyreus och familjen Bolboceratidae. Inga underarter finns listade.